# Comuna Cerneciciîna, Krasnopillea
Cerneciciîna (în ucraineană Чернеччина) este o comună în raionul Krasnopillea, regiunea Sumî, Ucraina, formată din satele Cerneciciîna (reședința), Haponivka, Iasenok și Mozkove.

## Demografie
Componența lingvistică a comunei Cerneciciîna
     Ucraineană (94,55%)
     Rusă (5,09%)
     Alte limbi (0,36%)
Conform recensământului din 2001, majoritatea populației comunei Cerneciciîna era vorbitoare de ucraineană (94,55%), existând în minoritate și vorbitori de rusă (5,09%).